# Abella de la mel asiàtica
L'abella de la mel asiàtica (Apis cerana) és una espècie d'himenòpter apòcrit de la família dels àpids (Apidae). És originària del sud i sud-est d'Àsia, i es troba en llocs com Xina, l'Índia, Japó, Malàisia, Nepal, Bangladesh i Papua Nova Guinea. Aquesta espècie està molt relacionada (tàxon germà) amb Apis koschevnikovi.

## Història natural
Com a espècie silvestre prefereix fer el seu rusc en petits espais com són els troncs buits. A vegades es fan servir en apicultura, principalment en caixes de fusta amb marcs fixos. La seva mida és similar o una mica més petita que l'abella de la mel comuna, Apis mellifera, però tenen bandes abdominals més prominents. El seu rendiment en mel és inferior, ja que fan colònies menys nombroses. En medicina popular s'usa la seva cera en apiteràpia.
Apis cerana és l'hoste natural dels àcars Varroa destructor iVarroa jacobsoni i el paràsit Nosema ceranae, dues malalties perilloses per a les abelles de la mel comunes. Havent coevolucionat amb aquests dos paràsits, A. cerana té un comportament social netejador més acurat que A. mellifera, i això representa una millor defensa contra Varroa.

## Subespècies
Apis cerana té 8 subespècies:
- Apis cerana cerana Fabricius (= "sinensis") - Afganistan, el Pakistan, nord de l'Índia, Xina i nord del Vietnam
- Apis cerana heimifeng Engel
- Apis cerana indica Fabricius - Sud Índia, Sri Lanka, Bangladesh, Myanmar, Malàisia, Indonèsia i les Filipines
- Apis cerana japonica Fabricius - Japó
- Apis cerana javana Enderlein
- Apis cerana johni Skorikov
- Apis cerana nuluensis Tingek et. al.
- Apis cerana skorikovi Engel (= "himalaia") - Himàlaia central i est

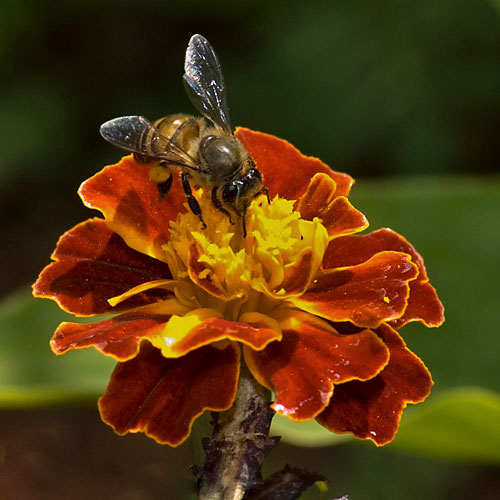
Apis cerana (Índia)